# Dasyhelea bilobata
Dasyhelea bilobata är en tvåvingeart som beskrevs av Jean-Jacques Kieffer 1915. Dasyhelea bilobata ingår i släktet Dasyhelea och familjen svidknott. Inga underarter finns listade i Catalogue of Life.